# Marko Šidjanin
Marko Šidjanin, slovenski pravnik, producent, urednik in scenarist, * 1968, Ljubljana.
Poklicno se je udejstvoval na področju televizijskih medijev v Sloveniji. Pisal je scenarije in tako ustvaril za preko 4000 ur slovenskega televizijskega programa. Oblikoval in sooblikoval je preko 2000 televizijskih oddaj. Medijsko kariero je začel na TV Ljubljana, tako se je imenovala TV Slovenija pred osamosvojitvijo Slovenije. Poslovno je sodeloval z vsemi največjimi slovenskimi televizijskimi hišami: TV Slovenija, POP TV in Kanal A. Bil je urednik, producent, scenarist, redaktor, novinar in režiser.
Sodeloval je pri ustvarjanju naslednjih televizijskih oddaj in serij oddaj: Nedeljskih 60 TV Slovenija; Komu gori pod nogami TV Slovenija; Ona + On TV Slovenija; Igre brez meja  TV Slovenija v sodelovanju z EBU; Evrovizija TV Slovenija v sodelovanju z EBU; ZOOM  TV Slovenija; Alpe-Donava-Jadran TV Slovenija; Slovenski magazin TV Slovenija; Mavrica TV Slovenija; Dobro jutro, Slovenija POP TV; Miss Slovenije POP TV; Mozaik Kanal A. Bil vodja slovenske televizijske delegacije na snemanju Iger brez meja, v Hradec Kralove na Češkem. Več let je bil prisoten tudi na največjem festivalu televizijskega razvedrila v Montreuxu v Švici, Zlata vrtnica Montreuxa (Golden Rose of Montreux).
Aktivno je sodeloval tudi pri humanitarnih projektih. Tako je organiziral in izpeljal veliko humanitarno akcijo, televizijskih promocijskih oglasov, v katerih so nastopali znani slovenci in slovenke, v kateri so opozarjali na pomen darovanja organov po smrti. Bil je idejni vodja, scenarist in režiser te velike akcije, ki jo je organiziral ob sodelovanju z Rdečim križem Slovenije. Kasneje se je poklicno ukvarjal tudi z marketingom in PR. Leta 2006 je bil predlagan kot eden od kandidatov za Varuha človekovih pravic.
Leta 2009 je bil nosilec Neodvisne liste za pravice bolnikov, na volitvah v Evropski parlament. To je bila prva in edina nestrankarska neodvisna lista, ki je kadarkoli kandidirala v Republiki Sloveniji na volitvah za Evropski parlament. Opozarjala je na pravice bolnikov in predolge čakalne dobe v zdravstvu. Prizadevala si je, da bi se zakonsko določila najdaljša še dovoljena čakalna doba za operacije, ki bi bila največ 30 dni. Za nujne primere ne bi bilo nobene čakalne dobe.

#### Spletne strani
- Republika Slovenija-Vladni portal z informacijami o življenju v Evropski uniji.
- 11. 5. 2009
- http://www.evropa.gov.si/si/vsebina/novica/select/splosno/news/vlozenih-je-12-list-kandidatov-za-evropski-parlament/12ca2ece399c34306274d7b74db53634/?tx_ttnews%5Byear%5D=2009&tx_ttnews%5Bmonth%5D=05%5B%5D
- Državna volilna komisija.
- 7. 6. 2009
- Volitve v Evropski Parlament-izidi glasovanja.
- http://www.dvk-rs.si/arhivi/ep2009/
- European Parliament/About Parliament
- 8. 7. 2009
- European elections - Results by country (2009) – Slovenia
- http://www.europarl.europa.eu/aboutparliament/en/00082fcd21/Results-by-country-(2009).html?tab=23